# 石井由香
石井 由香（いしい ゆか）は、日本の社会学者（国際社会学・エスニシティ研究・マイグレーション研究・地域研究）。学位は、博士（社会学）（筑波大学・1998年）。静岡県立大学国際関係学部教授・大学院国際関係学研究科教授。
津田塾大学国際関係研究所研究員、立命館大学産業社会学部助教授、立命館アジア太平洋大学アジア太平洋学部教授などを歴任した。

## 来歴

### 生い立ち
津田塾大学に入学し、学芸学部の国際関係学科にて学んだ。在学中に読んだ本をきっかけに、社会学に関心を持つ。1987年に津田塾大学を卒業すると、そのまま津田塾大学の大学院に進学した。国際関係学研究科にて学び、1993年に博士後期課程を単位修得後退学した。なお、後年、筑波大学より博士（社会学）の学位を取得している。

### 研究者として
1993年、母校である津田塾大学に採用され、国際関係研究所の研究員として勤務する。1999年、立命館大学に採用され、産業社会学部の助教授に就任した。なお、立命館大学に採用されたのは、立命館大学の設置者である立命館が新たに立命館アジア太平洋大学を設置することになり、その起ち上げや準備を見据えて前倒しで採用したためである。そのような経緯から、2000年の立命館アジア太平洋大学の開学にともない、立命館アジア太平洋大学に転じアジア太平洋学部の助教授に就任した。2008年には、立命館アジア太平洋大学にて、アジア太平洋学部の教授に昇任した。2013年、静岡県立大学に転じ、国際関係学部の教授に就任した。同時に、静岡県立大学の大学院においては、国際関係学研究科の教授を兼務することとなった。

## 研究
専門は社会学であり、特に国際社会学、エスニシティ研究、マイグレーション研究、地域研究といった分野に取り組んでいる。具体的には、アジア系の専門職移民における政治参加や社会参加についての研究や、東南アジアの国境管理についての研究に取り組んでいる。また、地域研究としては、マレーシアやオーストラリアに焦点を当てた研究が多い>。
学会としては、日本社会学会、日本国際政治学会、移民政策学会、オーストラリア学会、日本マレーシア学会、関東社会学会などに所属する。日本国際政治学会では、トランスナショナル分科会の責任者を務めるとともに、研究分科会ブロック幹事を務めている。移民政策学会では常任理事として「ホームページ担当理事」を務めている。

## 人物
趣味は音楽、絵画、バレエ、歌舞伎などの観賞である。音楽はラテンジャズを鑑賞することが多く、ピアノとパーカッションのコラボレーションを好む。

## 略歴
- 1987年 - 津田塾大学学芸学部卒業。
- 1993年 - 津田塾大学大学院国際関係学研究科博士後期課程単位修得後退学。
- 1993年 - 津田塾大学国際関係研究所研究員。
- 1999年 - 立命館大学産業社会学部助教授。
- 2000年 - 立命館アジア太平洋大学アジア太平洋学部助教授。
- 2008年 - 立命館アジア太平洋大学アジア太平洋学部教授。
- 2013年 - 静岡県立大学国際関係学部教授。
- 2013年 - 静岡県立大学大学院国際関係学研究科教授。

## 著作

### 単著
- 『エスニック関係と人の国際移動――現代マレーシアの華人の選択』国際書院、1999年

### 共著
- 関根政美・塩原良和共著『アジア系専門職移民の現在――変容するマルチカルチュラル・オーストラリア』慶應義塾大学出版会、2009年。ISBN 9784766416039

### 編著
- 『移民の居住と生活』編著 明石書店、2003年

### 分担執筆など
- 藤巻正己・瀬川真平編『現代東南アジア入門』古今書院、2003年。ISBN 4772230319
- 梶田孝道編『新・国際社会学』名古屋大学出版会、2005年。ISBN 4815805202
- 関根政美編『東アジアの電子ネットワーク戦略』慶應義塾大学出版会、2008年。ISBN 9784766414820
- 篠田武司・西口清勝・松下冽編『グローバル化とリージョナリズム』御茶の水書房、2009年。ISBN 9784275008275
- 立川武蔵・安田喜憲監修『朝倉世界地理講座――大地と人間の物語』3巻、朝倉書店、2009年。ISBN 9784254167931
- 加藤剛編『もっと知ろう!! わたしたちの隣人――ニューカマー外国人と日本社会』世界思想社、2010年。ISBN 9784790714590
- 水島司・田巻松雄編『日本・アジア・グローバリゼーション』日本経済評論社、2011年。ISBN 9784818821217

### 翻訳
- ピーター・ストーカー著、大石奈々・石井由香訳『世界の労働力移動――ILOリポート』築地書館、1998年。ISBN 4806776998

## 関連人物
- 関根政美